# Buzău megye
Buzău megye (magyarul: Bodza megye) közigazgatási egység Romániában, a Havasalföld régióban, Munténia területén. 6103 km2-es területével Románia 17. legnagyobb megyéje, mely az ország teljes területének mintegy 2,56%-át adja. Emellett közel 405 ezer fős lakosságával Románia 20. legnépesebb közigazgatási egysége, ezzel az ország népességének 2,11%-ával rendelkezik, népsűrűsége meghaladja az országos átlagot.
Északról Kovászna megye és Vrancea megye, keletről Brăila megye, délről Ialomița megye, nyugatról pedig Prahova megye és Brassó megye határolja. Területének egy része Săcuieni megye megszüntetéséből származik, mely székely lakóira való tekintettel kapta nevét. Székhelye a 149 000 lakosú fontos ipari központ Bodzavásár, a régió egyik meghatározó városa, Románia 18. legnépesebb városa. Emellett a megye jelentős városai közé tartozik a történelmi jelentőségű Râmnicu Sărat, valamint Pătârlagele, amely a térség egyik kulturálisan meghatározó települése. Egyedülálló látványosságai a buzăui iszapvulkánok.
Buzău megye Románia délkeleti részén található, Havasalföld régióban, és földrajzi szempontból változatos tájat kínál. A megye területét síkságok, dombok, valamint hegyvidéki területek alkotják. A Keleti Kárpátok egyes részei a megye északnyugati határán helyezkednek el, míg a délkeleti részen a Bărăgan-síkság terül el. A Bodza folyó, amely a megye központi részén halad át, kulcsszerepet játszik a vízrajzi viszonyokban, és számos kisebb folyó is áramlik a területen, mint például a Slănic.
Buzău megye területe már a római időkben is jelentős volt, a dákok és rómaiak közötti határvidéken feküdt. A középkorban a Havasalföldi Fejedelemség részeként a terület fontos kereskedelmi és vallási központtá vált. A török hódoltság idején a megye a törökök uralma alatt állt, és a török-korszak végén román uralkodók kezébe került vissza. A 19. század végén és a 20. század elején Buzău gazdaságilag fejlődött, különösen az ipari szektorban. A kommunista időszakban ipari központtá vált, de a rendszerváltás után új kihívásokkal kellett szembenéznie.

## Nevének eredete
A „Buzău” név eredete valószínűleg szláv vagy helyi, dákoromán gyökerekre vezethető vissza. Íme néhány főbb elmélet:
- Szláv eredet:

A név a szláv „boza” vagy „buz” szóból származhat, amelyek bizonyos növények, például a bodza megnevezésére utalnak. Ez a név az itt élő lakosság növényzetéhez vagy földrajzi jellegzetességeihez kapcsolódhatott.
- Dákoromán eredet:

Egyes kutatók szerint a „Buzău” név a dákoromán őshöz köthető, amely a helyi népesség ősi nyelvi hagyományaiból származik, esetleg személynév vagy helynév formájában. A szó eredeti jelentése azonban nem egyértelmű.

## Demográfia
A 2011-es népszámlálás adatai szerint népessége 90,7%-a román. Legnagyobb kisebbség a roma (4,5%), de élnek itt más kisebbségek is, sokkal kisebb számban, köztük 81 fő magyar nemzetiségű.

## Földrajz
A megye északi részébe benyúlnak a Keleti-Kárpátok déli hegyláncai – a Háromszéki-havasok és a Bodzai-havasok, több mint 1700 méter magas csúcsokkal (Lakóca csúcs – 1777 m, Penteleu – 1773 m, Siriu – 1664 m). Buzău megye középső vidékén déli és keleti irányban a hegyek szelídülnek, itt találhatóak a szubkárpáti dombok, melyek a Bîsca Chiojdului, Cislău és Pătrâlagele medencéket fogják közre, majd átváltanak a mintegy 80 méteres tengerszint feletti magasságú Bărăgan-alföldbe, ami a Román-alföld északi részét képezi.
A megye fő folyója a Bodza, amely több folyócskát gyűjt magába a hegyekből (Râmnic folyó), majd keleti irányba tartva a Szeretbe ömlik. A térséget gyakran sújtják árvizek, például 2005 nyarán is, amikor az áradat elpusztított egy főutat és a Buzăutól északra található Mărăcineni vasúti hídjait.
Éghajlata hegyvidéki és mérsékelt szárazföldi, évi középhőmérséklete a magassági lépcsők szerint változik, a hegyvidéki részeken 2-3 °C, a dombvidéken 7-8 °C, a síkvidéken pedig 9 °C.

## Gazdasága
Fő iparágai: mechanikai alkatrészek, vasúti és autóalkatrészek, fémalkatrészek gyártása, üveg-, élelmiszer-, textil- és faipar. A megyében sót és olajat bányásznak. Dombos vidékein bort és gyümölcsöt termelnek.
Bodza megye fő turistacélpontjai:
- A főváros
- A Vráncsa-hegység és a Bodza-hegység
- Berca sárvulkánjai
- A Ciolanu kolostor
- A Răteșt kolostor
- Az Amara és a Sărata-Monteoru üdülőkörzetek.

## Címere

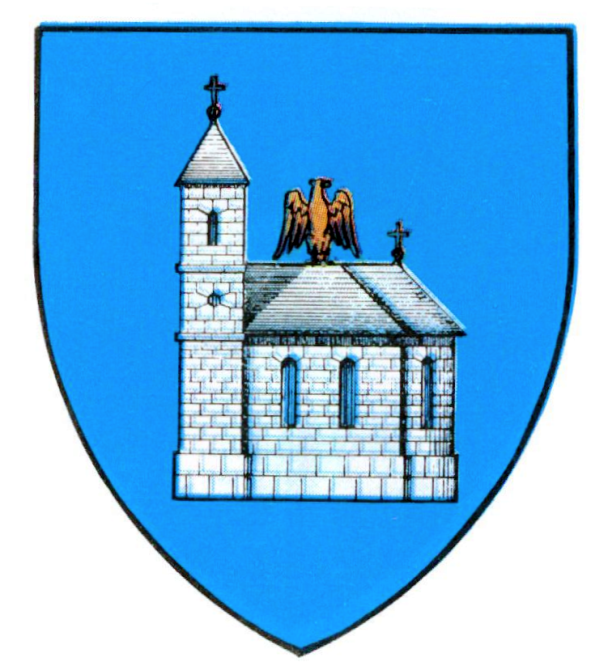
A két világháború között
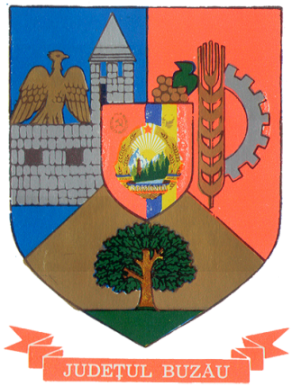
A kommunizmus idején
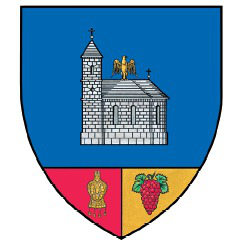
Jelenlegi

## Közigazgatási beosztása
A megyének 2 municípiuma, 3 városa és 82 községe van.
Községek
| - Amaru - Bălăceanu - Balta Albă - Beceni - Berca - Bisoca - Blăjani - Boldu - Bozioru - Brădeanu (település)Brădeanu - Brăești - Breaza - Buda - C.A. Rosetti - Calvini - Cănești - Cătina - Cernătești - Chiliile | - Chiojdu - Cilibia - Cislău - Cochirleanca - Colți - Costești - Cozieni - Florica - Gălbinași - Gherăseni - Ghergheasa - Glodeanu Sărat - Glodeanu-Siliștea - Grebănu - Gura Teghii - Largu - Lopătari - Luciu - Măgura | - Mărăcineni - Mărgăritești - Mânzălești - Merei - Mihăilești - Movila Banului - Murgești - Năeni - Odăile - Padina - Pardoși - Pănătău - Pârscov - Pietroasele - Podgoria - Poșta Câlnău - Puiești - Racovițeni - Râmnicelu | - Robeasca - Rușețu - Săgeata - Săhăteni - Săpoca - Sărulești - Scorțoasa - Scutelnici - Siriu - Smeeni - Stâlpu - Tisău - Topliceni - Țintești - Ulmeni - Unguriu - Vadu Pașii - Valea Râmnicului - Valea Salciei | - Vâlcelele - Vernești - Vintilă Vodă - Viperești - Zărnești - Ziduri |